# Arvilla (Dakota du Nord)
 (mai 2020).
Arvilla (auparavant Orange) est une communauté non incorporée située dans le comté de Grand Forks, dans l’État du Dakota du Nord, aux États-Unis.

## Source
- (en) Cet article est partiellement ou en totalité issu de l’article de Wikipédia en anglais intitulé « Arvilla, North Dakota » (voir la liste des auteurs).